# 利勒圣母村
利勒圣母村（法語：Notre-Dame-de-l'Isle，法語發音：[nɔtʁ dam də lil]）是法国厄尔省的一个市镇，位于该省东部偏北，属于莱桑德利区。该市镇总面积11.81平方公里，2009年时的人口为679人。

## 人口
利勒圣母村人口变化图示